# دعوت اسماعیلی
دعوت اسماعیلی و تربیت داعیان از مواردی بود که خلیفهٔ ششم فاطمی بسیار به آن اهمیت می‌داد. به همین خاطر در سال ۳۹۵ هجری قمری / ۱۰۰۵ میلادی دارالعلمی را ایجاد کرد که دارای کتابخانه‌ای نفیس بود و برای گسترش عقاید اسماعیلیان ایجاد شده‌بود. ریاست این مکان با داعی الدعات بود و تا آخر دولت فاطمیان باقی ماند. در این مکان عقاید مختلفی از جمله «حکمت» تدریس می‌شد و خلیفه و فقهای اهل سنت هرچند مدت یک بار از آنجا دیدن می‌کردند. احکام و تعلیمات اسماعیلی در دولت فاطمی اجرا می‌شد و داعی الدعات هم به عنوان قاضی القضات ریاست این سازمان را برعهده داشت. مجالس درسی و علمی گوناگونی برای این داعیان تشکیل می‌شد که به «مجالس دعوه» مشهور بود و توسط فقهای اسماعیلی اجرا می‌شد و مجالسی که دربارهٔ حکمت در آن شکل می‌گرفت به «مجالس الحکمه» معروف بود. شخصی که داعیان را انتخاب می‌کرد، داعی الدعات بود، وی نقش مهمی در این زمینه داشته‌است و پس از تعلیم آنها، این افراد را به دمشق، صور، عکا، رمله و عقلان می‌فرستادند.